# Erchempert
Erchempert  von Montecassino  war  ein langobardischer Chronist der zweiten Hälfte des 9. Jahrhunderts und Mönch in Montecassino.

## Leben und Schriften
In seiner Langobardengeschichte macht er nur spärliche Mitteilungen über sein Leben, andere Quellen stehen nicht zur Verfügung. Am 23. August 881 wurde er von Pandenulf von Capua in der Burg Pilano (nahe Conca della Campania, Provinz Caserta, Kampanien) gefangen genommen und verlor dabei seinen gesamten Besitz. In Capua schloss er sich der Gemeinschaft von Montecassino an, die nach der Zerstörung des Klosters durch die Sarazenen 883 zunächst nach Teano und dann nach Capua geflohen war.
In Capua entstand die Historia Langobardorum Beneventi degentium, die hinsichtlich der Teilung des Dukats Benevent gegen die Fürsten von Capua für die Beneventaner Herrscher Partei ergreift. Erchempert behandelt die Geschichte seines Volkes von Herzog Arechis bis 888/889. Ob das abrupte Ende durch seinen Tod herbeigeführt wurde oder andere Gründe hat, lässt sich nicht klären. Seine Darstellung stützt sich zunächst auf Paulus Diaconus, genauer gesagt, dessen Historia Langobardorum, und dann zunehmend auf eigene Erinnerung. Es standen ihm aber auch andere Quellen zur Verfügung, wie sein Bericht über den fränkisch-langobardischen Vertrag zeigt. 
Auch wenn nur eine einzige Handschrift aus der Zeit um 1300, die in Salerno geschrieben wurde, sein Werk überliefert (Vat. lat. 5001), ist es doch vom Chronicon Salernitanum, von Leo von Ostia in der Chronik von Montecassino und im Chronicon Vulturnense benutzt worden. Außerhalb Süditaliens war der Text kaum bekannt.
Erchempert gilt auch als Verfasser eines Gedichts in 34 Versen, das in derselben Handschrift wie die Langobardengeschichte überliefert ist. Häufiger überliefert ist das Martyrologium Erchemperti, ein metrisches Kalendar in 116 Hexametern. Es wird ihm bereits in den Handschriften zugeschrieben.

## Edition
- Georg Waitz, Erchemperti Historia Langobardorum Beneventanorum, in: MGH Scriptores rerum Langobardicarum et Italicarum saec. VI – IX, Hannover 1878, S. 231–264. Beginn des Vorwortes, Beginn des Textes bei den Digitalen Monumenta.